# Butia matogrossensis
La palmera butiá matogrosense (Butia matogrossensis) es una especie del género Butia de la familia de las palmeras (Arecaceae). Habita en el centro de Sudamérica.

## Distribución y hábitat
La palmera B. matogrossensis es un endemismo del centro de Brasil, creciendo en el este del estado de Mato Grosso del Sur.
Geobotánicamente, es un endemismo de la provincia fitogeográfica del cerrado, donde habita en sabanas con arbustos, sobre suelos arenosos, en regiones de clima tropical.

## Características
B. matogrossensis es una palmera enana, con un estípite brevemente erguido, el cual sostiene una corona de hojas arqueadas e fuertemente quilladas, de color verde-celeste.

## Taxonomía
Butia matogrossensis fue descrita originalmente en el año 2010 por los botánicos Larry Ronald Noblick y Harry Lorenzi.
Etimología
El nombre genérico Butia proviene del nombre vernáculo dado en Brasil a los miembros de este género. El término específico matogrossensis hace alusión a la terra típica de este taxón: el estado brasileño de Mato Grosso del Sur.
Localidad y ejemplar tipo
La localidad del tipo es: Água Clara, junto al camino que va hacia Nova Ponte, cerca de las torres eléctricas, a una altitud de 330 m s. n. m.. El ejemplar tipo porta el número 2674, y fue colectado por R. Tsuji, H. Lorenzi, L. Noblick y R. Ventura el 16 de junio de 2008 en las coordenadas: 20°48′S 51°50′W.